# Mikołaj VI raciborski
Mikołaj VI Raciborski (ur. ok. 1483 r., zm. 1506 r.) – książę raciborski razem z braćmi Janem VI i Walentynem w latach 1493–1506. Pochodził z dynastii Przemyślidów.
Mikołaj VI był najstarszym synem księcia raciborskiego Jana V i Magdaleny opolskiej.
Po śmierci ojca, która nastąpiła w 1493 r. początkowo Mikołaj jako małoletni, nie mógł przejąć pełni władzy, stąd rządy w księstwie raciborskim (zapewne do ok. 1499 r., kiedy Mikołaj osiągnął 16 rok życia) przejęła regencja pod kierownictwem matki Magdaleny (zm. 1501 r.).
Około 1505 r. Mikołaj ożenił się z Anną, córką podkomorzego krakowskiego i starosty ruskiego Zbigniewa Tęczyńskiego. Małżeństwo to pozostało bezdzietne.
Mikołaj VI zmarł niespodziewanie w wieku ok. 23 lat w 1506 r. i został pochowany w klasztorze dominikanek w Raciborzu. Po jego śmierci władzę w Raciborzu przejął jego młodszy brat Walentyn Garbaty.